# Кінцева вулиця (Київ)
Кінце́ва ву́лиця — вулиця в Солом'янському районі Києва, місцевість Чоколівка. Пролягає від проспекту Повітряних Сил до кінця забудови (тупик).

## Історія
Виникла у першій третині ХХ століття під назвою Монастирська (походження назви незрозуміле, адже в тій місцевості ніколи не було не лише монастиря, а й церкви). Сучасну назву отримала 1955 року.
Частково збереглася малоповерхова приватна забудова першої половини XX століття.